# أمشير
أمشير هو الشهر السادس من التقويم المصري، والثاني من فصل البذر أو الشتاء. وفي التقويم الميلادي يبدأ من 8 فبراير إلى 9 مارس. واسم الشهر مشتق من مخير وهو كائن مقدس (عفريت) الرياح لدي قدماء المصريين، وقد اشتهر الشهر بهبوب الرياح القوية، وبرودة الجو الشديدة.
في شهر أمشير تكثر الرياح الشتوية مع موجه من البرد، و يعتقد الناس انه يستلف 10 أيام من شهر(طوبه) الذي يسبقه. في نهايته تغير الرياح اتجاهها فتهب من الجنوب مع اعاصير أحيانًا وتتبدل برودتها إلى (سموم) وهي الرياح الساخنة التي ينضج الزرع بسببها. يقول المثل: (أمشير تساوي الطويل مع القصير) يعني الزرع. ويكثر تساقط اوراق الاشجار بسبب الهبوب والسموم الحارقة، كما ان هذه الرياح لها خاصية تجعل السنابل التي لم تمتلئ بعد ممتلئة ليتساوى الزرع في مواعيد الحصاد.

## أمثال مصرية عن الشهر
- أمشير أبو الزعابير الكتير.
- أمشير يخلي العجوزة جلده والصبية قرده
- الاسم لطوبة والفعل لأمشير

«أمشير أبو الزعابير يخلى العجوز تقيد الحصير» ويعنى أنه ذو رياح وبرد شديد يجبر الناس على اشعال النار للدفئ
و يضرب به المثل في التغيرفى المزاج لتباين الجو فيه.

## اقرأ أيضا
- فصل البذر